# Regnald
Regnald var ifølge traditionen søn af den legendariske vikingehøvding Regnar Lodbrog, og bror til Ivar Benløs, Halvdan, Helge, Bjørn Jernside, Sigurd Orm-i-Øje, Aaluf og Ubbe. 